# زري (إيران)
زري هي قرية في مقاطعة خوي، إيران. عدد سكان هذه القرية هو 1,598 في سنة 2006.